# Hans Verreyt
Pour les articles homonymes, voir Verreyt.
Hans Verreyt, né le 23 juillet 1980 à Anvers, est un homme politique belge, membre du Vlaams Belang (VB).

## Biographie
Hans Verreyt nait le 23 juillet 1980 à Anvers.
Aux élections législatives fédérales de 2019, Hans Verreyt est élu à la Chambre des Représentants.
Le 25 juillet 2024, il prête serment en tant sénateur après avoir été désigné par les sénateurs du groupe linguistique néerlandophone en tant que sénateur coopté.